# Directive Seveso
Pour les articles homonymes, voir Seveso (homonymie).
Lire en ligne

eur-lex.europa.eu

La Directive Seveso est le nom générique d'une série de directives européennes qui imposent aux États membres de l'Union européenne d'identifier les sites industriels présentant des risques d'accidents majeurs, appelés « sites Seveso », et d'y maintenir un haut niveau de prévention. Cette directive tire son nom de la catastrophe de Seveso qui eut lieu en Italie en 1976 et qui a incité les États européens à se doter d'une politique commune en matière de prévention des risques industriels majeurs.
La Directive 82/501/CEE dite directive Seveso 1 datait du 24 juin 1982 ; elle fut remplacée par la Directive 96/82/CE dite directive Seveso 2 le 9 décembre 1996 et amendée par la Directive 2003/105/CE du 16 décembre 2003.
La directive 2012/18/UE du 4 juillet 2012 dite Directive Seveso 3, a été publiée le 24 juillet 2012 au Journal officiel de l’Union européenne. En vigueur depuis le 1er juin 2015, elle remplace la directive Seveso 2. Elle concerne environ 10 000 établissements dans l’Union européenne, dont près de 1 200 en France.

## Dispositions de la directive
- obligation pour les industriels de caractériser leurs activités en fonction d'une nomenclature, appelée « nomenclature des installations classées pour la protection de l'environnement » en France, et de les déclarer auprès des services d’état ;
- recensement par les États des établissements à risques (avec identifications des substances dangereuses) ;
- réalisation d'études de danger par les industriels pour identifier tous les scénarios possibles d'accident, évaluer leurs conséquences et mettre en place des moyens de prévention ;
- mise en place, pour les établissements, d'une politique de prévention des accidents majeurs et de plans d'urgence interne et externe ;
- coopération entre exploitants pour limiter les effets domino ;
- maîtrise de l'urbanisation autour des sites ;
- information des riverains ;
- mise en place d'autorité compétente pour l'inspection des sites à risques (en France, l'inspection des installations classées pour l'environnement).

## Sites classés Seveso

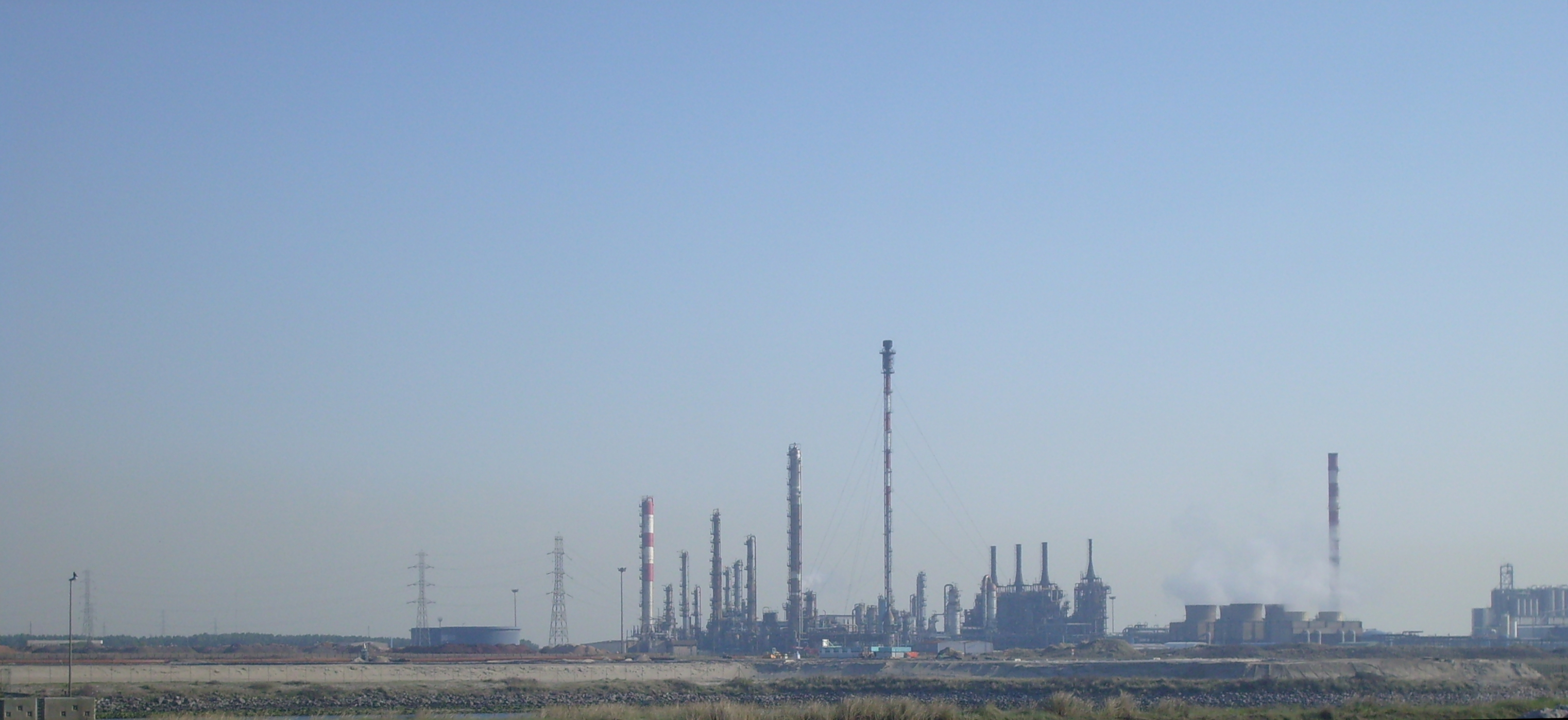
Site classé « Seveso seuil haut », Dunkerque.

Les établissements industriels sont classés « Seveso » selon leur aléa technologique en fonction des quantités et des types de produits dangereux qu'ils accueillent. Il existe ainsi deux seuils différents classant les établissements en « Seveso seuil bas » ou en « Seveso seuil haut ». Les établissements militaires et les dangers liés aux rayonnements ionisants (nucléaires) ne sont pas concernés par cette directive.

### Calcul du seuil
Le dépassement de seuil se calcule en fonction du type de produits et de leurs phrases de risque. Les seuils sont présents dans les annexes de la directive. Par exemple, les seuils pour les produits comburants (phrases de risques R7, R8 et R9) sont de 50 tonnes et de 200 tonnes. Un établissement qui accueille sur son site 40 tonnes d'oxygène (comburant R8) et 50 tonnes de peroxydes (comburant R7) est classé « Seveso seuil bas » car la masse de produits comburants (40+50 tonnes) est supérieure à 50 tonnes mais inférieure à 200 tonnes. Sans les peroxydes, le site ne serait pas concerné par la directive.
En plus des seuils des produits comburants (R7, R8 et R9), la directive propose également des seuils différents pour les produits explosifs (R1-R2-R3), inflammables (R10), pour les produits facilement inflammables (R11), pour les produits extrêmement inflammables (R12), pour les produits toxiques pour l'homme (R23-R24-R25), très toxiques pour l'homme (R26-R27-R28), toxiques pour l'environnement (R50-R51/53), etc.
Il existe également certains composés chimiques nommés en annexe (méthanol, nitrate d'ammonium…) de la directive et qui ont leurs propres seuils. Par exemple, les produits dérivés du pétrole (essence, gazole) ont des seuils de 2 500 tonnes et de 25 000 tonnes. L'essence, qui est extrêmement inflammable (R12), utilise les deux seuils précités alors que les seuils des produits R12 sont pourtant de 10 tonnes et 50 tonnes. Un établissement ayant 100 tonnes d'essence n'est pas classé Seveso alors qu'il aurait été « Seveso seuil haut » avec la même quantité d'un autre produit extrêmement inflammable ayant des risques similaires.

### Classement selon les seuils
Le calcul de dépassement de seuil se réalise par une somme pondérée des masses de produits présents dans l'établissement.
- Les établissements dont le premier seuil n'est pas franchi ne sont pas concernés par la directive.
- Les établissements qui dépassent le premier seuil sont concernés par la Directive et sont classés  « Seveso seuil bas ».
- Les établissements qui dépassent le second seuil sont classés « Seveso seuil haut » (autre dénomination équivalente : « Seveso AS », forme abrégée de « Seveso soumise à Autorisation Servitude d'utilité publique »).

### Accidents majeurs et prises de conscience des dangers
La rédaction de la directive et ses mises à jour s'est faite pour prendre en compte les retours d'expérience d'accidents qui se sont déroulés au fil de l'histoire dans différents pays à la suite d'une prise de conscience des dangers potentiels d'accidents majeurs. Par la suite, certains accidents seront à la base de l'ajout d'amendements à la directive initiale.
Les catastrophes représentatives d'accidents majeurs sont entre autres :
- la catastrophe de la raffinerie de Feyzin (France, 1966) est également intéressante pour comprendre le risque des établissements qui sont classés Seveso depuis la création de la directive européenne ;
- la catastrophe de Seveso (Italie, 1976) est à l'origine du nom de la directive ;
- la catastrophe de Bhopal (Inde, 1984) fait environ quatre mille morts et plus de 350 000 victimes, tous préjudices confondus ;
- la catastrophe de Schweizerhalle (Suisse, 1986) ; pollution chimique ;
- le désastre d'Enschede (Pays-Bas, le 13 mai 2000) ; incendie et explosions ayant tué 23 personnes et fait 947 blessés ;
- l'explosion de l'usine AZF de Toulouse (France, 2001), à cause de nitrate d'ammonium. La directive 2003/105/CE modifia en 2003 les valeurs des seuils de plusieurs produits dont le nitrate d'ammonium ;
- l'explosion de la raffinerie de Texas City (en) (États-Unis, 2005) qui a touché la troisième plus grande raffinerie des États-Unis ;
- la catastrophe de Buncefield (Royaume-Uni, 2005) a touché par effet domino plusieurs sites de stockage de produits pétroliers ;
- la catastrophe d'Ajka (Hongrie, 2010) provoquée par la rupture d'un réservoir d'une usine de bauxite-aluminium. Plus d'un million de mètres cubes de boue rouge toxique a été déversé sur sept villages ;
- l'incendie de l'usine Lubrizol de Rouen (France, 2019) où ont brûlé des carburants et des additifs de lubrifiant ;
- l'explosion de Beyrouth (Liban, 2020) où l'explosion de 2 750 tonnes de nitrate d'ammonium provoque plus de 200 morts.

## Transcription nationale

### France
Dans ce pays, les sites à risques, 1 299 établissements Seveso dont 702 à hauts risques en 2024, sont contrôlés par les inspecteurs de la DREAL. Le législateur a modifié une première fois le décret no 77-1133 du 21 septembre 1977 et le décret de nomenclature des installations classées pour la protection de l’environnement. Cette liste des activités soumises à déclaration évolue régulièrement. Un arrêté ministériel du 10 mai 2000 modifié a ensuite complété le dispositif. En mars 2014, la version 33.1.1 est publiée.
La directive européenne Seveso 2, transcrite en France, a imposé le classement Seveso pour 20 à 30 sites industriels supplémentaires entre 2000 et fin 2011, à la suite de critères incluant la gestion des déchets industriels et l'évaluation des risques de pollution qu'ils peuvent induire. Les professionnels du traitement des déchets, les cimentiers, les chimistes sont concernés.
La directive européenne Seveso 3 (juillet 2013) a fait l'objet d'une transcription dans le droit français par le décret n° 2014-285 du 3 mars 2014. Celui-ci refond la nomenclature des installations classées pour la protection de l'environnement avec, notamment, l’introduction des rubriques dites « 4000 », qui prend en compte les risques introduits avec le règlement CLP. Ces rubriques sont basées sur les phrases H du Système général harmonisé et non plus les phrases R. Elle est entrée en vigueur le 1er juin 2015. 
Participation du public aux documents d'urbanisme : à partir du 1er janvier 2025, toute demande d'autorisations d'urbanisme déposées dans le périmètre d'un établissement classé Seveso doit faire l'objet d'une procédure de participation du public. 
Le recensement 2022 des sites Seveso présente 1291 établissements dont 686 Seveso seuil haut et 605 Seveso seuil bas.

### Belgique
En 2016, la Belgique compte approximativement 381 entreprises classées Seveso dont 209 classées seuil haut. Les entreprises sont régulièrement inspectées par les services d'inspection régionaux et fédéraux compétents.
La directive Seveso 3 (2012) et la Convention d'Helsinki relative aux conséquences transfrontalières ont été transposées en droit belge par l'accord de coopération du 16 février 2016, entre l’État fédéral, la Région flamande, la Région wallonne, la Région de Bruxelles-Capitale, relatif à la maîtrise des dangers liés aux accidents majeurs impliquant des substances dangereuses.

## Implications
La directive Seveso 2 implique la rédaction de documents permettant la sécurité et l'information du public sur l'activité de l'entreprise. La directive Seveso 3 renforce cette obligation.

### Rapport sécurité et étude des dangers
La directive Seveso prévoit l’élaboration d’un rapport de sécurité qui peut servir de base ensuite aux plans d’urgence, à la maîtrise de l’urbanisation, etc. À travers ce rapport, un établissement doit identifier les sources de risque, les scénarios d’accident envisageables, leurs effets sur les personnes et l’environnement ainsi que leur probabilité d’occurrence et des éléments sur leur cinétique de développement et la nature et l’ampleur des conséquences. Un guide indiquant les principes généraux à retenir pour les études de danger a été élaboré. Ces études permettent de définir les grandes lignes d’une stratégie préventive et de lutte à mettre en place contre un sinistre. Ils permettent aussi d’élaborer des plans de secours avec les Plans d’opération interne POI et les Plans particuliers d’intervention PPI, de communiquer avec le public et de maitriser l’urbanisation autour du site via les PPRT (plan de prévention des risques technologiques) pour les établissements AS.
L’étude de dangers des établissements Seveso seuil haut doit être réactualisée au moins tous les cinq ans. De même, les plans d’urgence (POI et PPI) doivent être testés et réexaminés tous les trois ans.

### Réduction des risques à la source
La directive introduit également la nécessité d’examiner les conséquences d’un accident d’une installation sur les installations voisines (effet "domino"). Cela passe par la coopération entre établissements proches.
L’analyse des risques débute par la description de l’environnement externe et interne du site, complétée par la description des installations du site qui permet d’identifier les potentiels de danger et les dangers associés. L’exploitant doit ensuite mettre en place un certain nombre de lignes de défense permettant de réduire la probabilité d’apparition des phénomènes dangereux ou d’atténuer leurs effets.
Les mesures de réduction des risques sont l’ensemble des éléments techniques ou organisationnels nécessaires et suffisants pour assurer une fonction de réduction de probabilité et de limitation des effets et des conséquences.
Deux types de mesures sont distingués généralement :
- des mesures de prévention, c’est-à-dire des mesures visant à éviter ou limiter la probabilité d’un événement indésirable ; en amont du phénomène dangereux ;
- des mesures de mitigation et de protection, c’est-à-dire des mesures visant à limiter les effets d’un phénomène dangereux et ses conséquences sur les « cibles » potentielles par diminution de la vulnérabilité.

### Politique de prévention des risques majeurs
Au-delà des exigences réglementaires de nature technique, la directive Seveso met l’accent sur les dispositions de nature organisationnelle que doivent prendre les exploitants en matière de prévention des accidents majeurs impliquant des substances ou des préparations dangereuses. L’exploitant, dont l’établissement relève du seuil bas ou du seuil haut, doit ainsi exposer et mettre en application sa politique de prévention des accidents majeurs (PPAM). Son appropriation est nécessaire à tous les niveaux du sommet de la hiérarchie aux intervenants opérationnels, elle doit l’être également par les sous-traitants ou prestataires extérieurs. Elle se décline donc par des actions de sensibilisation, des actions de formation suivies de plans d’action dans le cadre d’un management intégré et d’une démarche de progrès continu.

### Système de gestion de la Sécurité
Les établissements « AS » ont l’obligation de mettre en œuvre un Système de Gestion de la Sécurité (SGS), proportionné aux risques d’accidents majeurs susceptibles d’être générés par les substances présentes dans leurs installations. Ce système repose sur un ensemble contrôlé d’actions planifiées ou systématiques, fondées sur des procédures ou notes d’organisation écrites (instructions, consignes…) et s’inscrit dans la continuité de la PPAM déjà définie.

### Information du public
Par rapport à la directive Seveso 1, la directive Seveso 2 élargit considérablement la participation du public dans différentes procédures : accessibilité du public aux informations contenues dans les études de dangers, avis du public sur l’implantation d’un nouvel établissement, mise à la disposition du public de l’inventaire des substances dangereuses présentes dans l’établissement. De plus, les plans d’urgences externes sont élaborés en consultation avec le public après transmission des informations de l’exploitant aux autorités compétentes. Ce droit à l’information est présent dans la réglementation française, notamment dans le code de l’environnement sont l'article L.124-1 prévoit : « Le droit de toute personne d'accéder aux informations relatives à l'environnement détenues, reçues ou établies par les autorités publiques ».

## Directive IPPC
La directive 2008/1/CE relative à la prévention et à la réduction intégrées de la pollution (directive dite « IPPC » pour Integrated Pollution Prevention and Control) impose une approche globale et concerne les installations industrielles les plus polluantes, d'après le ministère de l'Écologie.
Remplacée par la directive IED